# Tatjana Tichomirowa
Tatjana Siergiejewna Tichomirowa (ros. Татьяна Сергеевна Тихомирова; ur. 17 października 1931 roku w Moskwie) – rosyjska polonistka i językoznawczyni. Ukończyła studia na wydziale filologicznym Moskiewskiego Uniwersytetu Państwowego (1954) i aspiranturę tego wydziału (1957). Rok po ukończeniu studiów doktoranckich rozpoczęła pracę na tejże uczelni. W latach 1963–1964 odbywała praktykę na wydziale polonistyki Uniwersytetu Warszawskiego. W 1972 roku obroniła pracę kandydacką pod kierunkiem S.B. Biernsztiejna, a w roku 1975 uzyskała tytuł docenta. Przeszkoliła 3 kandydatów nauk filologicznych. Jest uhonorowana tytułem zasłużonej wykładowczyni Uniwersytetu Moskiewskiego.

## Publikacje
Jest autorką ponad 50 prac naukowych, m.in. 2 książek. Przygotowała wersję podręcznika „Uczymy się polskiego” dla odbiorcy rosyjskojęzycznego: 
- Barbara Bartnicka, Wojciech Jekiel, Marian Jurkowski, Danuta Wasilewska, Krzysztof Wrocławski: Мы учим польский: Начальный курс. В 2-х тт. + 3 кассеты/2 CD. Русский вариант: Татьяна Тихомирова. Wyd. III. Warszawa: Wiedza Powszechna; Polskie Nagrania, 2006. ISBN 978-83-214-1107-1. (ros.). Brak numerów stron w książce